# アドバネクス
株式会社アドバネクスは、東京都北区田端六丁目にある製造販売会社である。

## 歴史
- 1930年4月 - 加藤伊之吉（初代代表取締役社長）が江戸川区逆井1丁目にスプリング工場として設立。
- 1946年：資本金を199千円とし、社名を「株式会社加藤スプリング製作所」と改称、本社工場を練馬区関町に置く。
- 1964年5月 - 東証2部に株式上場
- 1966年7月 - 海外（米国カリフォルニア州）に初めて事業所設立
- 1976年11月 - 新潟県柏崎市に当時関東地域に散在した工場を統合（現・柏崎工場）。
- 1978年1月 - 海外初の生産工場を持つ子会社をシンガポールに設立。新たな事業に取り組む時、外部から経験者を採用するという事は当時は一般的でなく、手探りでの海外展開が始まった。
- 1982年 - 米国に生産工場展開。技術指導は日本からではなく、シンガポール工場からシンガポール人社員を派遣して実施した。
- 1985年4月 - 海外子会社初の現地人責任者誕生（シンガポール）。
- 1988年9月 - 米国子会社から人材を派遣し、イギリスに子会社を設立。
- 1996年7月 - 社内公募で選出した社長によって株式会社ストロベリーコーポレーション（現・アドバネクスモーションデザイン）を設立した。
- 1998年1月 - タイに子会社を設立。
- 2000年4月 - 社長/社員を社内公募し、カトウスプリング株式会社を設立した。
- 2001年
  - 1月 - 中国・上海に子会社を設立。
  - 7月 - 社名を株式会社アドバネクスに変更した。　
  - 10月 - 子会社のストロベリーコーポレーションが株式を店頭登録（現・ジャスダック）。
- 2002年
  - 10月 - コンビニプラント構想で初の工場を大分に設立し稼動開始。
  - 12月/2003年1月 - 中国遼寧省の大連市、広東省東莞市に相次いで子会社展開。
- 2004年3月 - 東証1部に指定替え。
- 2006年
  - 5月 - カトウスプリング株式会社を吸収合併。
  - 6月 - ベトナムに子会社を設立。
- 2007年10月 - 栃木県下野市に本社のある第一化成を買収。アドバネクスの固有技術である金属の精密加工と、第一化成の樹脂加工技術を融合させることを目指す。
- 2011年11月 - ストロベリーコーポレーションを完全子会社化。
- 2012年2月 - 子会社のストロベリーコーポレーションが、株式会社アドバネクスモーションデザインに商号変更。
- 2013年1月 - 中国・常州に子会社を設立。
- 2014年
  - 4月 - 船橋電子株式会社を完全子会社化。
  - 7月 - 第一化成グループを傘下に持つ子会社・第一化成ホールディングスの株式のうち49%を台湾の能率集団傘下企業に譲渡。
- 2015年3月 - 子会社・第一化成ホールディングスの株式51%（保有全株式）を台湾の能率集団傘下企業に譲渡。
- 2016年
  - 1月 - 埼玉県本庄市に埼玉工場を開設。
  - 3月 - 子会社のアドバネクスモーションデザインを清算結了。
  - 12月 - PT. Yamakou Indonesia（現・PT. Advanex precision Indonesia）を完全子会社化。
- 2017年
  - 6月 - カーボンナノチューブ（CNT）事業を発足。
  - 9月 - インドに子会社を設立。
  - 10月 - メキシコに子会社を設立。
  - 11月 - チェコに子会社を設立。

## 社名
同社の、変形しにくい金属材料を精密スプリングに作り上げるという加工技術はスプリングの製作以外にも広く活用される。製品も所謂ばね/スプリングとして使われているもの以外へ拡大しており、その傾向が増えるなか、「加藤スプリング製作所」、という社名と主製品に不一致が生じた。そこで、2001年に前進を意味する「アドバンス(Advance)」と次を意味する「ネクスト(Next)」を組み合わせて「アドバネクス(ADVANEX)」という社名に変更した。

## グループ企業一覧
連結対象子会社 14社（2024年3月末時点）
- アジア10社
- 北米2社
- 欧州2社

### アメリカ
- Advanex Americas, Inc.

514 Hester Drive White House, TN 37188, U.S.A.
- Advanex de Mexico S. de R.L. de C.V.

Avenida Finsa S/N, Interior 3, Colonia El Paraiso C.P. 76248,El Marqués, Querétaro, MEXICO

### ヨーロッパ
- Advanex Europe Ltd.

MILL PARK WAY. OFF STATION ROAD, SOUTHWELL,NOTTINGHAMSHIRE, NG25 0ET, U.K.
- Advanex Czech Republic s.r.o.

U Tabulky 3085, 193 00 Praha – Homi Pocernice

### アジア
- Advanex (Singapore) Pte. Ltd.

2306 BEDOK RESERVOIR ROAD,SINGAPORE 479224, REPUBLIC OF SINGAPORE
- Advanex (Thailand) Ltd.

HI-TECH INDUSTRIA L ESTATE151 MOO 1, TAMBOL BANN-LENAMPHUR BANG PA-IN, PRANAKORNSRI-AYUTTHAYA, 13160, THAILAND
- Advanex (Hong Kong) Ltd.

香港 九龍 尖沙咀 東部 磨地道68号 帝国中心8楼802B室
Room No. 802B, 8/F Empire Centre, 68 Mody Road,Tsimshatsui East, Kowloon, Hong Kong
- Advanex (Shanghai) Inc.

中国上海外高橋保税区日桜北路199号54棟
Standard Building 54, No. 199 North Ri Ying Road,WaiGaoQiao Free Trade Zone, Shanghai, China 200131
- Advanex (Dongguan) Inc.

No.9 Xi-Hu Hi-Tech Information Industrial Park
Shilong Town, Dongguan City, Guangdong Province 523325, China
- Advanex (Dalian) Inc.

Dong Bei Street 3-29, Dalian Development Zone 116600, China
- Advanex (Changzhou) Inc.

B3, No.12, Xinhui Road, Wujin, Changzhou, Jiangsu, 213164, China
- Advanex (Vietnam) Ltd.

No.18, Road 11, VSIP Bac Ninh Integrated Township and Industrial Park,Dai Dong Commune, Tien Du District, Bac Ninh Province, Vietnam
- PT.Advanex Precision Indonesia

Kawasan Industry Lippo Cikarang, Blok C1-16,Cikarang Selatan – Bekasi 17855 JAWA BARAT, Indonesia
- Advanex (India) Private Limited

Building B-300 A, Indospace Industrial Park, Block-B, Panruti Village, Oragadam, Walajabad Road, Sriperumbudur  Taluk, Kanchipuram Dist – 631 604, India

## 製品
同社は、戦後いち早く米国から統計的品質管理を学び、精密ばねの分野で市場を拡大させた。秤用のばねでは気温の変化に影響を受けないテンプレスという製品を開発し、市場を席巻した。
オーディオ用カセットテープの部品、ビデオカセットの部品、3.5インチMFDの部品など世界一のシェアを誇る商品がある。
時代が要求する機械の軽量化で多用されるようになったアルミニウムや樹脂材料のネジ締結力を確保するためのタングレス・コイルスレッドやインサートカラー、また金属部品を樹脂の中に組み込んだインサート成形の分野を拡大している。
- タングレス・コイルスレッドは、米国航空宇宙局からも認定を受け（NAS1130）、数社とライセンス契約をしている。

- インサート成形は、同社が長年培ってきた精密スプリングの加工技術と、一時同社グループとなった第一化成の樹脂成形の技術の文字通りの融合技術である。熱膨張係数の違う金属と樹脂を組み合わせて所定の性能を得る技術分野で活躍が増えている。

## 環境リスク管理
環境負荷物質は「入れない、使わない、出さない」の三原則をもとに徹底した管理を行い、製品品質と共に環境品質へも取り組んでいる。

### アドバネクスグループのISO-14001取得状況
- アドバネクス柏崎工場 2000年10月27日 DNV
- アドバネクスモーションデザイン 2002年 1月17日 JIQ
- ADVANEX (THAILAND) LTD.  2006年 6月14日 SGS
- ADVANEX (DALIAN) CO., LTD.  2005年 1月11日 TUV
- ADVANEX (DONGGUAN) CO., LTD.  2005年 2月 4日 DNV
- ADVANEX (SHANGHAI) CO., LTD.  2005年 5月10日 SGS
- Advanex (Singapore) Pte. Ltd.  2005年 7月29日 SGS
- ADVANEX EUROPE LTD.  2008年 3月 7日 BSI
- ADVANEX AMERICAS,INC.  2006年 7月31日 Interrek